# گل سرسبد برمه
گل سرسبد برمه(نام علمی: Amherstia) نام یک سرده از تیره باقلاییان است.